# Isochromodes tristaria
Isochromodes tristaria är en fjärilsart som beskrevs av Jones 1921. Isochromodes tristaria ingår i släktet Isochromodes och familjen mätare. Inga underarter finns listade i Catalogue of Life.